# TSTD1
TSTD1 (англ. Thiosulfate sulfurtransferase like domain containing 1) – білок, який кодується однойменним геном, розташованим у людей на 1-й хромосомі. Довжина поліпептидного ланцюга білка становить 115 амінокислот, а молекулярна маса — 12 530.
| 10         |  | 20         |  | 30         |  | 40         |  | 50         |
| ---------- |  | ---------- |  | ---------- |  | ---------- |  | ---------- |
| MAGAPTVSLP |  | ELRSLLASGR |  | ARLFDVRSRE |  | EAAAGTIPGA |  | LNIPVSELES |
| ALQMEPAAFQ |  | ALYSAEKPKL |  | EDEHLVFFCQ |  | MGKRGLQATQ |  | LARSLGYTGA |
| RNYAGAYREW |  | LEKES      |  |            |  |            |  |            |

A: Аланін

C: Цистеїн

D: Аспарагінова кислота

E: Глутамінова кислота

F: Фенілаланін

G: Гліцин

H: Гістидин

I: Ізолейцин

K: Лізин

L: Лейцин

M: Метіонін

N: Аспарагін

P: Пролін

Q: Глутамін

R: Аргінін

S: Серин

T: Треонін

V: Валін

W: Триптофан

Задіяний у такому біологічному процесі, як альтернативний сплайсинг. 
Локалізований у цитоплазмі.